# Eusarsiella truncana
Eusarsiella truncana is een mosselkreeftjessoort uit de familie van de Sarsiellidae. De wetenschappelijke naam van de soort is, als Sarsiella truncana, voor het eerst geldig gepubliceerd in 1958 door Kornicker.